# Abraham Gottlob Werner
Abraham Gottlob Werner (25 de setembre de 1749 o 1750 - Dresden, 30 de juny de 1817) va ser un científic alemany.
Va néixer a Wehrau, una ciutat en la Silèsia prussiana, a l'actual Alemanya. Werner es va educar a Freiberg i a Leipzig, on va estudiar lleis, mineria i mineralogia i va ser llavors inspector nomenat i professor de la petita però influent Acadèmia de Mineria de Freiberg el 1775. Durant la seva carrera, la fama de Werner es va difondre per tot Europa, atraient estudiants que més tard es convertirien en els seus col·laboradors; entre ells es trobaven Robert Jameson que arribaria a ser un de renom professor a Edimburg i l'espanyol-mexicà Andrés Manuel del Río Fernández, descobridor del vanadi.
Proposà la teoria del neptunisme, que intentava explicar la història de la Terra d'acord amb la Bíblia i seguint l'ordre establert pel Gènesi, en un context històric en què les descobertes de fòssils feien desenvolupar idees divergents de la doctrina bíblica. Segons Werner, la Terra era originàriament una massa d'aigua amb materials en suspensió sotmesos a un procés de sedimentació per formar el nucli del planeta i els continents com una sèrie de capes: les més antigues i dures eren el granit mentre que les posteriors anirien presentant un nombre més gran de fòssils. El diluvi universal hauria repetit el procés, incrementat el nombre de capes. Aquesta teoria obsoleta fou coneguda com a neptunisme.
Creia que la Terra es podia dividir en grups principal: Primitiu (Urgebirge), amb roques ígnies intrusives i metasediments d’alt rang considerats els primers precipitats de l’oceà abans de l’aparició de la terra, Transitiu (Übergangsgebirge) amb calcàries no endurides, dics, llitons i seqüències gruixudes de Grauvaques que van ser els primers dipòsits ordenats de l’oceà. Es tractava de formacions "universals" que s'estenien sense interrupcions arreu del món, secundari o estratificat (Flötz) en la que les restes de roques fossilíferes restants, òbviament estratificades i certes roques "trampa" associades. Es creia que representaven l’aparició de muntanyes de sota l’oceà i es formaven a partir dels productes resultants de l'erosió dipositats als seus flancs, Al·luvial o terciari (Aufgeschwemmte) amb sorres, graves i argiles poc consolidades formades per la retirada dels oceans dels continents, i Volcànic, amb colades de lava més joves associades a les obertures volcàniques.